# Arbeitsmarktindikator

Übersicht über verschiedene Arbeitsmarktgrößen in Deutschland

Als Arbeitsmarktindikator (auch Arbeitsmarktkennzahl) bezeichnet man in der Volkswirtschaftslehre Kennzahlen, die Auskunft über die aktuelle Arbeitsmarktsituation eines Landes geben. Ziel ist dabei insbesondere das Aufzeigen von Fehlentwicklungen wie z. B. Unterbeschäftigung bzw. Arbeitslosigkeit oder die Qualität der Arbeitsvermittlung. Darüber hinaus finden Arbeitsmarktindikatoren auch Anwendung zum Vergleich der Wettbewerbsfähigkeit des Produktionsfaktors Arbeit zwischen verschiedenen Ländern.

## Messung von Unterbeschäftigung
Der wichtigste Indikator zur Messung von Unterbeschäftigung ist die Arbeitslosenquote (ähnlich: Erwerbslosenquote). Sie misst die Arbeitsuchenden als Anteil am Erwerbspersonenpotenzial. Die Beschäftigungs- bzw. Erwerbsquote misst die Erwerbstätigen als Anteil an der Bevölkerung. Die Partizipationsrate ergibt sich aus dem Anteil der Erwerbstätigen am Erwerbspersonenpotenzial. Informationen über das Vorliegen von Unterbeschäftigung geben auch Kennzahlen zur Teilzeitarbeit. Meist werden die Teilzeitbeschäftigten als Anteil an den Erwerbstätigen gemessen.

## Qualität der Arbeitsvermittlung
Ein wichtiger Indikator zur Messung der Qualität der Arbeitsmarktvermittlung ist die Zahl der offenen Stellen. Auch Informationen über Langzeitarbeitslosigkeit (wie z. B. der Anteil Langzeitarbeitsloser an den Gesamtarbeitslosen) geben Aufschluss über die Effizienz der Arbeitsbehörden. Eine wichtige Grundlage für eine effektive Arbeitsvermittlung ist die Kenntnis der vermittelnden Behörde um Arbeitssuchende. Dies ist der Fall, wenn die Zahl der registrierten Arbeitslosen annähernd der Zahl an Arbeitssuchenden entspricht. Eine so genannte stille Reserve (auch versteckte Arbeitslosigkeit genannt) erschwert die Vermittlung ebenso wie die Registrierung nicht arbeitswilliger Personen.

## Vergleich der Wettbewerbsfähigkeit
Auch Indikatoren, die Wettbewerbsfähigkeitsvergleiche zwischen Volkswirtschaften zulassen, gehören im weiteren Sinne zu den Arbeitsmarktindikatoren. Wichtige Kennzahlen sind hier beispielsweise die Arbeitsproduktivität (gemessen z. B. in Output je Arbeitsstunde) oder die Häufigkeit von Arbeitskonflikten (üblicherweise erfasst über die durch Streik verlorenen Arbeitstage je 1.000 Beschäftigten). Auch die Länge der Arbeitszeit (messbar z. B. über die durchschnittliche Jahres- oder Wochenarbeitszeit abhängig Beschäftigter) lässt Rückschlüsse auf die Wettbewerbsfähigkeit einer Volkswirtschaft zu. Andere, stärker auf Kosten bezogene Kennzahlen hierzu sind beispielsweise die Lohnkosten oder die Lohnstückkosten.

## Sonstige Bedeutungen
Arbeitsmarktindikatoren erlangen auch für die Steuererhebung gesamtwirtschaftliche Bedeutung. Kennzahlen zur Messung der Schwarzarbeit beispielsweise erlauben Rückschlüsse auf die dem Staat entgangenen Steuereinnahmen.